# Tweede klasse (vrouwenvoetbal België)
De tweede klasse is de derde afdeling van het vrouwenvoetbal in België. De competitie telde tot 2023 28 ploegen, opgesplitst in twee reeksen van 14. De winnaars van beide reeksen promoveren naar de eerste klasse (behoudens uitzonderingen). De competitie wordt georganiseerd door de KBVB.
Sinds seizoen 2023/24 heet de tweede klasse nu Interprovinciale en bestaat uit 3 reeksen van 12 ploegen : 2 Vlaamse en 1 Waalse (ACFF).

## Competitie
De competitie start doorgaans op het einde van de zomer, iets later dan het herenvoetbal, en eindigt net als de andere voetbalcompetities in de lente van het daaropvolgende jaar. Elke ploeg speelt twee maal tegen elk van de andere ploegen uit zijn reeks, dus 26 wedstrijden in totaal. Punten worden toegekend volgens het driepuntensysteem.

## Geschiedenis
Reeds enkele jaren na de oprichting van de  Eerste klasse in 1974 bleek dat er een tweede nationale afdeling nodig was tussen die eerste klasse en de provinciale reeksen. In 1981 werd dan de tweede klasse gesticht, waar VC Asse Ter Heide de eerste kampioen was.
Negen seizoenen lang bestond tweede klasse uit één enkele reeks, maar van 1990 tot 2001 waren er elf aaneengesloten seizoenen lang twee reeksen in tweede klasse. Daarna was er tot 2016 weer vijftien seizoenen lang slechts één reeks in tweede klasse, waarvan doorgaans de kampioen promoveerde naar eerste klasse en de tweede een barragewedstrijd om promotie speelde tegen de voorlaatste van eerste klasse.
De Belgische voetbalbond besliste echter om in 2016 de derde klasse op te heffen en tweede klasse uit te breiden van 12 naar 28 ploegen. Sindsdien zijn er dus weer twee reeksen in tweede klasse.

## Kampioenen

### Chronologisch
| - 1982 VC Asse Ter Heide - 1983 FC Féminin Gosselies - 1984 Dorperheide Lommel - 1985 DVV Brugge - 1986 SV Terheide Asse - 1987 Dorperheide Lommel - 1988 Elen Standard - 1989 Kamillekes Aalst - 1990 Dorperheide Lommel - 1991 Dames FC Jong Nijlen (A) / KFC Rapide Wezemaal (B) - 1992 DVK Egem (A) / Stade Brainois (B) - 1993 Sinaai Girls (A) / La Mosane (B) - 1994 DVK Gent (A) / Union Forest Dames (B) - 1995 KSV Cercle Brugge (A) / OHL (B) - 1996 DVK Haacht (A) / Derby Girls Nerem (B) - 1997 SK Bellem (A) / Helchteren VV (B) - 1998 DVK Haacht (A) / Standard Fémina de Braine (B) - 1999 KFC Lentezon Beerse (A) / Miecroob Veltem (B) - 2000 SK Aalst (A) / Ladies Willebroek (B) - 2001 SK Opex Girls Oostende (A) / Hewian Girls Lanaken (B) - 2002 DVC Land Van Grimbergen - 2003 Dames Zultse VV - 2004 Vlimmeren Sport - 2005 White Star Woluwe | - 2006 DV Famkes Merkem - 2007 Kontich FC - 2008 KSV Jabbeke - 2009 Dames Zultse VV A - 2010 Kontich FC - 2011 KSK Heist Ladies - 2012 Melle Ladies - 2013 Standard Luik B - 2014 Massenhoven VC - 2015 AA Gent Ladies B - 2016 DVK Egem - 2017 Svelta Melsele (A) / Wuustwezel FC (B) - 2018 Club Brugge (A) / KRC Genk Ladies B (B) - 2019 KSK Voorwaarts Zwevezele (A) / Oud-Heverlee Leuven B (B) - 2020 RSC Anderlecht B (A) / RFC Luik A - 2021 Competities geschrapt wegens Corona - 2022 Zulte-Waregem B (A) / KVC Westerlo (B) - 2023 Club Brugge B (A) / FC Alken (B) - 2024 KSV Bredene (A) / KV Mechelen B (B) / Femina WS Woluwe B (ACFF) - 2025 Olsa Brakel (A) / Patro Eisden (B) / RAAL La Louvière (ACFF) |